# 建部町豊楽寺

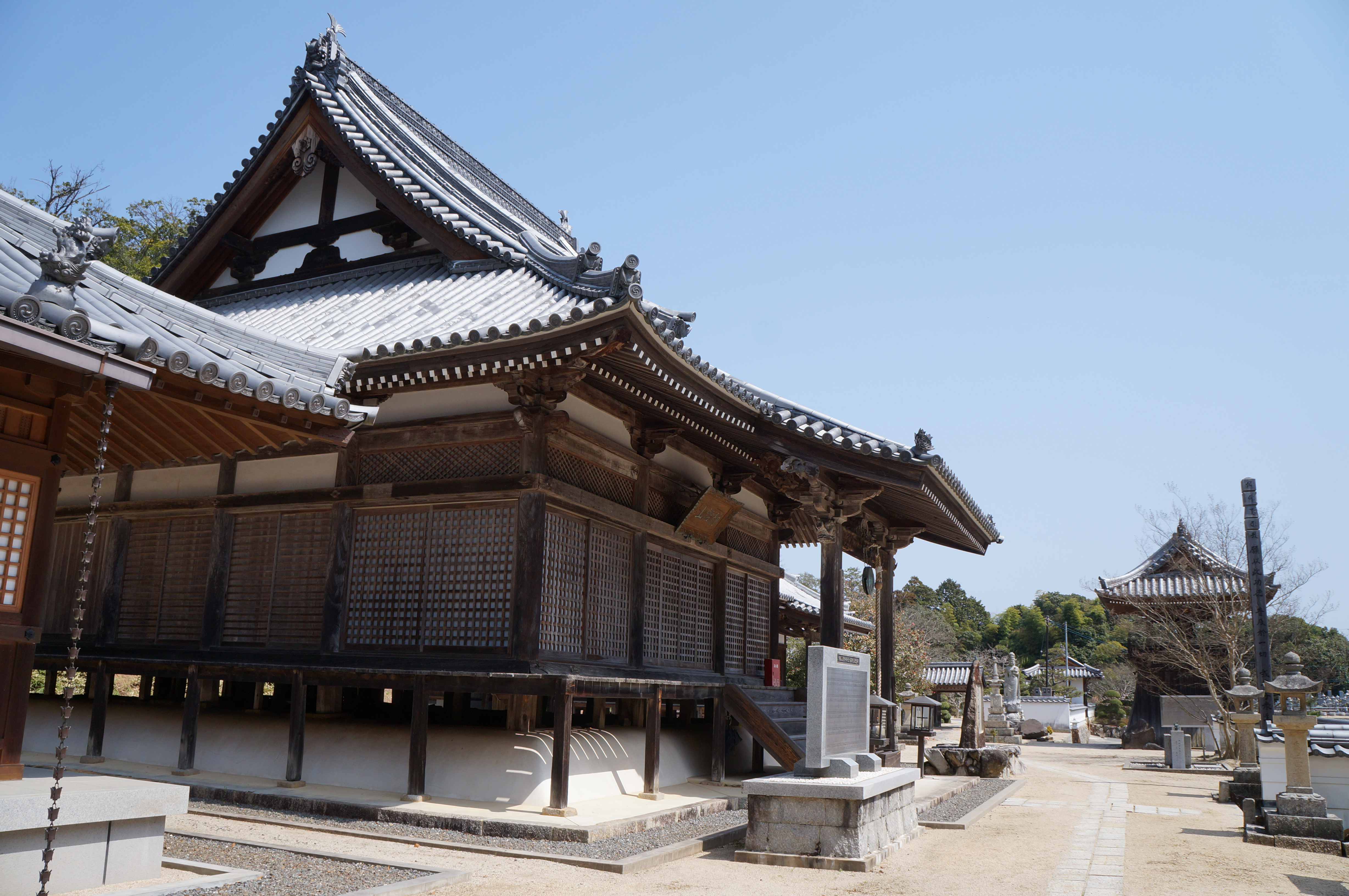
豊楽寺

建部町豊楽寺（たけべちょうぶらくじ Takebe-Chō Burakuji）は、岡山県岡山市北区建部町の中北部に位置する大字である。旧久米郡福渡村豊楽寺、久米郡福渡町豊楽寺、御津郡建部町豊楽寺。郵便番号は709-3114（福渡郵便局管区）。

## 地理
岡山市北区建部町の中北部に位置しており、旧美作国にあたる。
吉備高原の一角をなす隆起準平原面上に、豊楽寺を中心とする集落が形成されている。
社会経済的に、南接する建部町福渡との結びつきが強い。

### 河川
- 豊楽寺口川（ぶらくじぐちがわ）

### 池
- 豊楽寺池（ぶらくじいけ）

## 歴史

### 沿革
- 1889年6月1日 - 町村制施行に伴い、久米南条郡豊楽寺村が福渡村、川口村、下神目村と合併したことにより、久米南条郡福渡村豊楽寺となる。
- 1900年4月1日 - 久米南条郡が久米北条郡と合併したことにより、久米郡福渡村豊楽寺となる。
- 1922年11月23日 -福渡村が町制、福渡町となったことにより、久米郡福渡町豊楽寺となる。
- 1955年2月1日 - 福渡町が久米郡鶴田村と合併し、新たな福渡町となる。
- 1967年1月15日 - 久米郡福渡町が御津郡建部町と合併したことにより、御津郡建部町豊楽寺となる。
- 2007年（平成19年）1月22日 - 御津郡建部町が岡山市と合併し、岡山市建部町豊楽寺となる。
- 2009年（平成21年）4月1日 岡山市が政令指定都市に移行した事に伴い、岡山市北区建部町豊楽寺となる。

## 施設
寺社
- 豊楽寺

## 小・中学校の学区
- 岡山市立福渡小学校・岡山市立建部中学校の学区に属する。

## 交通

### 鉄道路線
- JR津山線：福渡駅から徒歩。

### 道路
- 国道および県道はない。

### バス
- バス路線はない。